# 蔡毅
蔡毅（英語：Henry Cai Yi，1960年—），祖籍福建省晋江市紫帽镇，中華人民共和國企业家、政治人物，現任香港成盛有限公司董事總經理，同時擔任傳統親中派組織港島聯會長，香港島各界社會服務基金會董事會主席，香港島專業人士聯會創會會長等職務。蔡毅亦為港區全國人大代表（第十二屆起）、廣東省湛江市政協委員、重慶市政協港澳委員暨召集人、福建省泉州市鯉城區政協委員。

## 參政、選舉經歷
2012年12月，蔡毅參與第十二屆港區全國人大代表選舉，報導指其以香港島各界聯合會理事長的身份，獲中聯辦港島工作部的支持下，首次參選便成功當選；此外，他擔任會長的港島聯在2020年5月尾，曾經參與支持香港國家安全法的聯署。（不過，文藝界有關聯署其後被指造假，張寶華、蔣志光、徐熙媛、李巧靈否認參與有關造假聯署，陳汝騫則於2019年離世）

## 教育程度
- 上海海事大學經濟學學士學位

## 獎項
- 榮譽獎狀（2007年由民政事務總署署長頒發）
- 建國60周年重慶僑商貢獻獎提名獎
- 重慶市優秀政協委員
- 福建省僑聯事業突出貢獻獎

## 担任公職

### 香港
- 香港島各界聯合會 理事長
- 香港島各界社會服務基金會 董事會主席
- 香港福建社團聯會 副主席
- 香港仁愛堂第27届董事局 董事及總理
- 社會福利署中西南及離島區地區各類服務協調委員會 委員
- 香港紡織商會 副會長
- 香港總商會 會員
- 香港中華總商會 會員
- 香港專業及資深行政人員協會 會員
- 香港泉州慈善促進總會 常務董事
- 東區消防安全大使名譽會長會 會長
- 香港各界慶典委員會發起團體 負責人
- 香港各界紀念辛亥革命百周年籌委會發起團體 負責人
- 香港半山社會事務促進會 名譽會長
- 香港福建體育會 永遠名譽會長
- 香港兩岸和平發展聯合總會 副監事長
- 新中國六十年《偉大的復興 歷史的印證》紀念畫册 顧問
- 香港泉州同鄉會 常務董事
- 香港中西區國慶籌委會 名譽會長
- 香港廈門聯誼總會 名譽會長
- 香港晉江同鄉會 名譽會長
- 中國和平統一促進會香港總會 理事
- 世界華商聯合促進會 常務理事
- 香港重慶總會 副會長
- 香港渝港青年交流促進會	顧問
- 香港福建三明聯誼會 名譽會長
- 香港泉州台商投資區同鄉總會 永遠名譽會長
- 香港東海聯誼會 名譽會長
- 香港泉州五中校友會 永遠榮譽會長、第五屆會長
- 香港淩霄中學校友會 名譽會長
- 香港泉州一中（晉江縣中）香港校友會 名譽會長
- 香港培元中學校友會 名譽會長
- 香港鯉城實驗小學（振興）校友會 創會會長

### 中國大陸
- 廣東省湛江市政協 委員
- 重慶市政協港澳委員 召集人
- 泉州鯉城區政協 委員
- 《企業權益》雜誌 編委
- 中國僑商聯合會 副會長
- 全國僑聯 青年委員
- 福建泉州科技中學 董事會主席
- 福建泉州鯉城第二實驗小學 校董會董事長
- 重慶市海外交流協會 副會長
- 中國僑聯公益基金會 委員
- 世界泉州青年聯誼會 副會長
- 福建泉州市海外聯誼會 副會長
- 福建省海外聯誼會 理事
- 重慶市海外聯誼會 常務理事
- 重慶市華商會 副會長
- 重慶市渝北區僑聯 海外顧問
- 福建晉江紫帽鎮公路 助建人
- 福建泉州第五中學蔡毅綜合樓 助建人
- 廣東省湛江醫院 助建人
- 福建泉州第七中學教學樓 助建人
- 重慶海聯蔡毅衛生所1所 助建人